# Anka Schmid
Anka Schmid, née le 8 mars 1961, est une réalisatrice, scénariste et vidéaste suisse-allemande.

## Biographie
Anka Schmid est née le 8 mars 1961 à Zurich.

## Jeunesse et formation
Anka Schmid grandit à Zürich qu'elle quitte en 1984 pour débuter, à l'âge de 23 ans, des études de cinéma à Berlin,, à l'Académie allemande du film et de la télévision de Berlin. Au sein de cette école de cinéma, elle découvre non seulement le métier de réalisatrice mais aussi tous les métiers techniques (tournage, montage, cinéma d'animation), ce qui la marque profondément. Elle y réalise ses premières vidéos expérimentales ainsi que des courts métrages.
Deux cinéastes l'influencent : la réalisatrice autrichienne Elfi Mikesch et le réalisateur argentin Fernando Birri.

## Carrière
En 1989, elle fonde la société de production Mano Film avec l'artiste Agnes Barmettler (de) et sa soeur Rachel Schmid.
La même année, elle part aux États-Unis et réalise à l’âge de 27 ans son premier long métrage documentaire en collaboration avec James Danaqyumptewa, de la communauté amérindienne Hopi, et Agnes Barmettler, Techqua Ikachi, Land – Mein Leben (de). Le film est présenté en compétition à Sundance en 1992 et dans de nombreux autres festivals internationaux. Restauré en 2023 par l’Arsenal – Institut für Film und Videokunst (de) à Berlin, le film est considéré comme un «  témoignage unique de l'histoire de la tribu des Hopis et de leur résistance politique, le film met en lumière leurs tentatives de préserver et de transmettre leur philosophie de vie », selon la Cinémathèque suisse.
Anka Schmid achève ses études avec la réalisation de son premier long métrage de fiction, Hinter verschlossenen Türen (Behind Locked Doors en anglais) en 1991, dont elle signe également le scénario et qui s’intéresse au quotidien de 17 personnes vivant dans un immeuble de Kreuzberg, un quartier de Berlin. Le film est salué de plusieurs prix en festivals, notamment le Zürcher Filmpreis et le 2ème prix au Festival de Schwerin et est présenté dans les festivals de Saarbruck Max-Ophüls-Preis, le Festival du Film Fantastique de Strasbourg, le Chicago International Film Festival, le Bergamo Film Meeting, le Festival International du Film de Varsovie, au Festival des films de femmes à Créteil. S’ensuit le documentaire Magic Matterhorn (1995) qui est présenté entre autres au Festival Visions du réel à Nyon, au Festival de films de femmes de Créteil et au Trento Film Festival et de nombreux films expérimentaux.
En 1998, elle revient à Zurich où elle poursuit ses projets artistiques tout en enseignant au sein d’universités et d’écoles de cinéma.
En 2009, elle consacre un film à la cinéaste Isa Hesse-Rabinovitch (de) (1917-2003), Isa Hesse-Rabinovitch, the Movie Game. C'est un portrait de cette illustratrice, journaliste et photographe suisse-allemande, devenue cinéaste sur le tard et expérimentant la vidéo comme support de prédilection.
En 2010, elle est invitée par le festival Festival im Trafo à Baden pour animer un atelier de réalisation de film d'animation avec une classe primaire.
En 2011, son documentaire Mit dem Bauch durch die Wand, présenté en avant-première internationale à la Berlinale dans la section Génération en 2011, lui vaut le Zürcher Filmpreis.
En 2014, en hommage au travail autour de la danse réalisé par Sophie Taeuber-Arp, elle crée Sophie Dances Anyway, une installation artistique pour la galerie Hatton de l'Université de Newcastle. Pour ce projet, elle collabore avec la danseuse Nina Vallon, le chanteur kazakh Saadet Türköz et la costumière Dorothee Schmid. Des clips vidéo synchronisés recréent un dialogue fictif entre des marionnettes et Sophie Taueber-Arp, mettant en scène l'acte de résistance de l'artiste qui a continué à danser avec un masque à un moment où son activité dadaïste était mise en cause dans l'école d'art où elle enseignait.
En 2015, son film Wild women - Gentle Beasts est sélectionné au Festival Visions du réel dans la section Helvétiques puis est montré notamment au Locarno Film Festival, au Festival international du Film de Hof (Hofer Filmtage) et au Dharamsala International Film Festival.
En 2022, elle crée une installation dans la gare de Thawil intitulée Métamorphoses.

## Filmographie

### Films documentaires
- 1989 : Techqua Ikachi: Land - My Life[20],[21],[22],[23],[24].
- 1995 : Magic Matterhorn[25].
- 2002 : ABC Sound Alphabet.
- 2005 : Yello - Electropop Made In Switzerland[25].
- 2006 : Afán[réf. nécessaire].
- 2009 : Isa Hesse-Rabinovitch - Das grosse Spiel[26].
- 2011 : Mit dem Bauch durch die Wand[27],[28],[29].
- 2015 : Les belles et les bêtes (Wilde Frauen – sanfte Biester)[25],[30],[31],[32],[33].
- 2017 : Haarig[34],[35],[24].
- 2021 : Wie die Kunst auf den Hund und die Katze kam.
- 2024 : Melodie – Von der Wiege bis ins Grab[36].

### Films de fiction
- 1991 : Hinter verschlossenen Türen (de)[37].

### Installations artistiques
- 2014 : Sophie Dances Anyway, Galerie Hatton, Newcastle University.

## Prix
Anka Schmid reçoit le prix du film de la Ville de Zürich pour son film Cœur au ventre (titre original: Mit dem Bauch durch die Wand) réalisé en 2011.